# Nitrat reductasa
Les nitrat reductases són enzims amb molibdè que redueixen nitrat (NO−
3) a nitrit (NO−
2).
Les nitrat reductases eucariotes són part de la família sulfit oxidasa dels molibdoenzims. Transfereixen electrons des de NADH o NADPH a nitrat.
Les nitrat reductases procariotes pertanyen a la família reductasa DMSO i es classifiquen en tres grups: assimiladores (Nas), respiradores (Nar) i nitrat reductases periplàsmiques (Nap). El lloc actiu d'aquests enzims és l'ió molibdè.

## Estructura de la proteïna
La tansmembrana respiratòria nitrat reductasa (EC Arxivat 2008-09-07 a Wayback Machine.) es compon de tres subunitats; una alfa, una beta i dues gamma.
La nitrat reductasa de les plantes superiors és una proteïna citosòlica.

## Aplicacions
L'activitat de la nitrat reductasa es pot usar com eina bioquímica per predir el rendiment dels cereals i la seva producció de proteïnes.
La nitrat reductasa promou la producció d'aminoàcids en les fulles del te.